# Matt Burns
Matt Burns, meglio conosciuto come Nick Mondo o "Sick" Nick Mondo (Minneapolis, 1980), è un ex wrestler statunitense.
Nel corso della sua carriera ha lottato per diverse federazioni indipendenti, su tutte la Combat Zone Wrestling (CZW). Si è ritirato nel 2003 per l'aggravarsi dei problemi di salute dovuti ai tantissimi infortuni subiti nel corso della sua carriera.

## Carriera
Entrò nel mondo del wrestling nel 1998 allenandosi presso la Bodyslammers Gym. Debuttò ufficialmente nel 1999 con la gimmick di Nick Mondo.
Nel 2000 entrò nel della roster della Combat Zone Wrestling, dapprima con il nome "Slick" Nick Mondo quindi come "Sick" Nick Mondo. Il 12 agosto 2000 conquistò il CZW World Tag Team Championship assieme a Ric Blade. Il duo perse le cinture qualche tempo dopo in favore del "H8 Club", tag team formato da Justice Pain e Wifebeater; Mondo e Blade diedero quindi vita ad un feud l'uno contro l'altro.
Lottò parallelamente in altre federazioni come la IWA Mid South (IWA-MS) e la Big Japan Pro-Wrestling (BJW).
Nel 2001 conquistò per la prima volta il CZW Iron Man Championship sconfiggendo Wifebeater e Mad Man Pondo; in seguito, vinse questo titolo in altre tre occasioni.
Partecipò alla prima edizione del CZW Tournament of Death nel 2002, perdendo in finale contro Wifebeater. Vinse la seconda edizione nel 2003 sconfiggendo Ian Rotten; contestualmente, Burns si ritirò dal mondo del wrestling.
Il 7 febbraio 2004 è stato introdotto nella Hall Of Fame della CZW.

## Dopo il wrestling
Burns produsse due film; "Unscarred", basato sulla sua vita, e "Fight A Still Life".
Matt Burns è stato anche inserito nel videogioco Backyard Wrestling 2: There Goes the Neighborhood.

## Finisher e trademark move
- Assault Driver (Iconoclasm dalla posizione dell'Electric Chair)
- Life Cutter  (Cut-throat Inverted Death Valley Driver)
- Mondo Stomp / M. Bison Spike (Jumping o Flying Double Foot Stomp sulla testa dell'avversario)
- Mondo Sledge (Flying o Springboard Corkscrew senton)
- Series Of Back Drop seguito da uno Spin-Out Sit-Out Powerbomb
- Spin-out Sit-out Powerbomb
- Diving Guillotine Leg Drop

## Titoli e riconoscimenti
Combat Zone Wrestling
- CZW Iron Man Championship (21)
- CZW World Tag Team Championship (2 - con Ric Blade)
- CZW Tournament Of Death II (vincitore)
- CZW Match Of The Year (2002, con Wifebeater, finale del Tournament of Death)

Altri Titoli
- AWF Heavyweight Championship (1)
- NCWA Hardcore Championship (1)